# Listă de filme americane din 1928
Aceasta este o listă de filme americane din 1928:

## A–C
| Titlu                              | Regizor(i)                        | Actori                                           | Gen               | Note                              |
| ---------------------------------- | --------------------------------- | ------------------------------------------------ | ----------------- | --------------------------------- |
| 4 Devils                           | F. W. Murnau                      | Janet Gaynor, Anders Randolf                     | Dramatic          | Fox Film                          |
| 13 Washington Square               | Melville W. Brown                 | Jean Hersholt, Alice Joyce                       | Romantic          | Universal                         |
| Abie's Irish Rose                  | Victor Fleming                    | Charles "Buddy" Rogers, Nancy Carroll            | Comedie           | Paramount                         |
| Across the Atlantic                | Howard Bretherton                 | Monte Blue, Edna Murphy                          | Dramatic          | Warner Bros.                      |
| Across to Singapore                | William Nigh                      | Ramón Novarro, Joan Crawford                     | Romantic, Drama   | MGM                               |
| The Actress                        | Sidney Franklin                   | Norma Shearer, Owen Moore                        | Dramatic          | MGM                               |
| The Adorable Cheat                 | Burton L. King                    | Lila Lee, Reginald Sheffield                     | Romantic          | Chesterfield                      |
| Adoration                          | Frank Lloyd                       | Billie Dove, Antonio Moreno                      | Dramatic          | First National                    |
| The Aventurir                      | Viktor Tourjansky                 | Tim McCoy, Dorothy Sebastian                     | Western           | MGM                               |
| After the Storm                    | George B. Seitz                   | Hobart Bosworth, Maude George                    | Dramatic          | Columbia                          |
| The Air Circus                     | Howard Hawks, Lewis Seiler        | Arthur Lake, Sue Carol                           | Dramatic          | Fox                               |
| The Air Patrol                     | Bruce Mitchell                    | Al Wilson, Elsa Benham                           | Dramatic          | Universal                         |
| Alex the Great                     | Dudley Murphy                     | Richard "Skeets" Gallagher, Albert Conti         | Comedie           | FBO                               |
| Alias Jimmy Valentine              | Jack Conway                       | Lionel Barrymore, William Haines                 | Crimă             | MGM                               |
| Alias the Deacon                   | Edward Sloman                     | Jean Hersholt, June Marlowe                      | Acțiune           | Universal                         |
| The Apache                         | Phil Rosen                        | Margaret Livingston, Warner Richmond             | Dramatic          | Columbia                          |
| The Arizona Cyclone                | Edgar Lewis                       | Fred Humes, George B. French                     | Western           | Universal                         |
| Arizona Days                       | J. P. McGowan                     | Bob Custer, Peggy Montgomery                     | Western           | Syndicate Pictures                |
| Avalanche                          | Otto Brower                       | Jack Holt, Olga Baclanova                        | Western           | Paramount                         |
| The Awakening                      | Victor Fleming                    | Vilma Bánky, Louis Wolheim                       | Dramatic          | United Artists                    |
| The Baby Cyclone                   | A. Edward Sutherland              | Lew Cody, Aileen Pringle                         | Comedie           | MGM                               |
| Baby Mine                          | Robert Z. Leonard                 | Karl Dane, George K. Arthur, Charlotte Greenwood | Comedie           | MGM                               |
| The Barker                         | George Fitzmaurice                | Milton Sills, Dorothy Mackaill                   | Dramatic          | Warner Bros.                      |
| The Battle of the Sexes            | D. W. Griffith                    | Jean Hersholt, Phyllis Haver                     | Dramatic          | United Artists                    |
| Beau Broadway                      | Malcolm St. Clair                 | Lew Cody, Aileen Pringle                         | Dramatic          | MGM                               |
| Beau Sabreur                       | John Waters                       | Gary Cooper, Evelyn Brent, Noah Beery            | Aventuri          | Paramount                         |
| Beauty and Bullets                 | Ray Taylor                        | Ted Wells, Duane Thompson                        | Western           | Universal                         |
| Beggars of Life                    | William A. Wellman                | Wallace Beery, Louise Brooks, Richard Arlen      | Crimă             | Part Talkie                       |
| Beware of Bachelors                | Roy Del Ruth                      | Audrey Ferris, William Collier Jr.               | Comedie           | Warner Bros.                      |
| Beware of Blondes                  | George B. Seitz                   | Dorothy Revier, Matt Moore                       | Dramatic          | Columbia                          |
| Beware of Married Men              | Archie Mayo                       | Irene Rich, Clyde Cook                           | Comedie           | Warner Bros.                      |
| Beyond London Lights               | Tom Terriss                       | Adrienne Dore, Lee Shumway                       | Dramatic          | FBO                               |
| Beyond the Sierras                 | Nick Grinde                       | Tim McCoy, Polly Moran                           | Aventuri          | MGM                               |
| The Big City                       | Tod Browning                      | Lon Chaney, Betty Compson, Marceline Day         | Crimă             | Lost film, MGM                    |
| The Big Killing                    | F. Richard Jones                  | Wallace Beery, Raymond Hatton                    | Comedie           | Paramount                         |
| The Big Noise                      | Allan Dwan                        | Chester Conklin, Alice White                     | Comedie           | First National                    |
| The Black Pearl                    | Scott Pembroke                    | Lila Lee, Ray Hallor                             | Mister            | Rayart                            |
| Blindfold                          | Charles Klein                     | Lois Moran, George O'Brien                       | Dramatic          | Fox                               |
| Blockade                           | George B. Seitz                   | Anna Q. Nilsson, Wallace MacDonald               | Dramatic          | FBO                               |
| A Blonde for a Night               | E. Mason Hopper, F. McGrew Willis | Marie Prevost, Franklin Pangborn                 | Comedie           | Pathé Exchange                    |
| The Blue Danube                    | Paul Sloane                       | Leatrice Joy, Joseph Schildkraut, Nils Asther    | Romantic          | Pathé Exchange                    |
| The Border Patrol                  | James P. Hogan                    | Harry Carey, Phillips Smalley                    | Western           | Pathé Exchange                    |
| The Boss of Rustler's Roost        | Leo D. Maloney                    | Don Coleman, Ben Corbett                         | Western           | Pathé Exchange                    |
| Branded Man                        | Scott Pembroke                    | Charles Delaney, June Marlowe                    | Western           | [ 4 ]                             |
| The Branded Sombrero               | Lambert Hillyer                   | Buck Jones, Leila Hyams                          | Western           | Fox                               |
| Breed of the Sunsets               | Wallace Fox                       | Bob Steele, Nancy Drexel                         | Western           | FBO                               |
| Bringing Up Father                 | Jack Conway                       | Marie Dressler, Polly Moran                      | Comedie           | MGM                               |
| Broadway Daddies                   | Fred Windemere                    | Jacqueline Logan, Alec B. Francis                | Comedie           | Columbia                          |
| The Broken Mask                    | James P. Hogan                    | Cullen Landis, Barbara Bedford                   | Dramatic          |                                   |
| The Bronc Stomper                  | Leo D. Maloney                    | Don Coleman, Ben Corbett                         | Western           | Pathé Exchange                    |
| Brotherly Love                     | Charles Reisner                   | Karl Dane, George K. Arthur                      | Comedie           | MGM                               |
| Buck Privates                      | Melville W. Brown                 | Lya De Putti, Malcolm McGregor                   | Comedie           | Universal                         |
| Burning Bridges                    | James P. Hogan                    | Harry Carey, William Bailey                      | Western           | Pathe Exchange                    |
| Burning Daylight                   | Charles Brabin                    | Milton Sills, Doris Kenyon                       | Aventuri          | First National                    |
| Burning the Wind                   | Herbert Blaché, Henry MacRae      | Hoot Gibson, Virginia Brown Faire                | Dramatic          | Universal                         |
| Burning Up Broadway                | Phil Rosen                        | Helene Costello, Robert Frazer                   | Dramatic          | Sterling Pictures                 |
| The Bushranger                     | Chester Withey                    | Tim McCoy, Ena Gregory                           | Western           | MGM                               |
| The Butter and Egg Man             | Richard Wallace                   | Jack Mulhall, Greta Nissen                       | Comedie           | First National                    |
| The Call of the Heart              | Francis Ford                      | Joan Alden, Edmund Cobb                          | Western           | Universal                         |
| The Cameraman                      | Edward Sedgwick, Buster Keaton    | Buster Keaton, Marceline Day                     | Comedie, Romantic | MGM                               |
| The Cardboard Lover                | Robert Z. Leonard                 | Marion Davies, Nils Asther                       | Comedie           | MGM                               |
| Caught in the Fog                  | Howard Bretherton                 | May McAvoy, Conrad Nagel                         | Thriller          | Warner Bros.                      |
| The Cavalier                       | Irvin Willat                      | Richard Talmadge, Barbara Bedford                | Western           | Tiffany                           |
| A Certain Young Man                | Hobart Henley                     | Ramon Novarro, Marceline Day                     | Romantic          | MGM                               |
| The Charge of the Gauchos          | Albert H. Kelley                  | Francis X. Bushman, Jacqueline Logan             | Historical        | FBO. Co-production with Argentina |
| The Chaser                         | Harry Langdon                     | Harry Langdon, Gladys McConnell                  | Comedie           | First National                    |
| Chicago After Midnight             | Ralph Ince                        | Ralph Ince, James Mason                          | Dramatic          | FBO                               |
| Chicken A La King                  | Henry Lehrman                     | Nancy Carroll, George Meeker                     | Comedie           | Fox                               |
| Chinatown Charlie                  | Charles Hines                     | Louise Lorraine, Harry Gribbon                   | Comedie           | First National                    |
| The Circus                         | Charles Chaplin                   | Charles Chaplin                                  | Comedie, Aventuri | United Artists                    |
| The Circus Kid                     | George B. Seitz                   | Frankie Darro, Joe E. Brown                      | Dramatic          | FBO                               |
| Circus Rookies                     | Edward Sedgwick                   | Karl Dane, George K. Arthur                      | Comedie           | MGM                               |
| The Clean-Up Man                   | Ray Taylor                        | Ted Wells, Peggy O'Day                           | Western           | Universal                         |
| Clothes Make the Woman             | Tom Terriss                       | Eve Southern, Walter Pidgeon                     | Dramatic          | Tiffany                           |
| The Code of the Scarlet            | Harry Joe Brown                   | Ken Maynard, Gladys McConnell                    | Western           | First National                    |
| The Cohens and the Kellys in Paris | William Beaudine                  | J. Farrell MacDonald, Kate Price                 | Comedie           | Universal                         |
| Companionate Marriage              | Erle C. Kenton                    | Betty Bronson, William Welsh                     | Dramatic          | First National                    |
| Comrades                           | Cliff Wheeler                     | Donald Keith, Helene Costello                    | Dramatic          | First Division Pictures           |
| Coney Island                       | Ralph Ince                        | Lois Wilson, Eugene Strong                       | Dramatic          | FBO                               |
| Conquest                           | Roy Del Ruth                      | Monte Blue, H. B. Warner                         | Dramatic          | Warner Bros.                      |
| The Cop                            | Donald Crisp                      | William Boyd, Jacqueline Logan                   | Dramatic          | Pathé Exchange                    |
| The Cossacks                       | George W. Hill Clarence Brown     | John Gilbert, Renée Adorée                       | Aventuri          | MGM                               |
| The Count of Ten                   | James Flood                       | Charles Ray, Jobyna Ralston                      | Dramatic          | Universal                         |
| Court Martial                      | George B. Seitz                   | Jack Holt, Betty Compson                         | Acțiune           | Columbia                          |
| The Cowboy Kid                     | Clyde Carruth                     | Rex Bell, Brooks Benedict                        | Western           | Fox                               |
| Craig's Wife                       | William C. deMille                | Irene Rich, Warner Baxter                        | Dramatic          | Pathé Exchange                    |
| The Crash                          | Edward F. Cline                   | Milton Sills, Thelma Todd                        | Dramatic          | First National                    |
| The Crimson Canyon                 | Ray Taylor                        | Ted Wells, Lotus Thompson                        | Western           | Universal                         |
| The Crimson City                   | Archie Mayo                       | Myrna Loy, Leila Hyams                           | Dramatic          | Warner Bros.                      |
| Crooks Can't Win                   | George M. Arthur                  | Ralph Lewis, Thelma Hill                         | Dramatic          | FBO                               |
| The Crowd                          | King Vidor                        | Eleanor Boardman, James Murray                   | Drama             | MGM                               |

## D–F
| Titlu                          | Regizor(i)                  | Actori                                          | Gen              | Note           |
| ------------------------------ | --------------------------- | ----------------------------------------------- | ---------------- | -------------- |
| The Danger Rider               | Henry MacRae                | Hoot Gibson, Monte Montague                     | Western          | Universal      |
| Danger Street                  | Ralph Ince                  | Warner Baxter, Martha Sleeper                   | Dramatic         | FBO            |
| Daredevil's Reward             | Eugene Forde                | Tom Mix, Natalie Joyce                          | Western          | Fox            |
| Dead Man's Curve               | Richard Rosson              | Douglas Fairbanks Jr., Sally Blane              | Acțiune          | FBO            |
| The Desert Bride               | Walter Lang                 | Betty Compson, Allan Forrest                    | Dramatic         | Columbia       |
| Detectives                     | Chester M. Franklin         | Karl Dane, George K. Arthur, Marceline Day      | Comedie          | MGM            |
| The Devil's Skipper            | John G. Adolfi              | Belle Bennett, Montagu Love                     | Dramatic         | Tiffany        |
| The Devil's Trademark          | James Leo Meehan            | Belle Bennett, William V. Mong                  | Dramatic         | FBO            |
| Diamond Handcuffs              | John P. McCarthy            | Eleanor Boardman, Lawrence Gray                 | Dramatic         | MGM            |
| The Divine Woman               | Victor Sjöström             | Greta Garbo, Lars Hanson                        | Dramatic         | MGM            |
| The Divine Sinner              | Scott Pembroke              | Vera Reynolds, Nigel De Brulier, Carole Lombard | Dramatic         | Rayart         |
| Do Your Duty                   | William Beaudine            | Charles Murray, Lucien Littlefield              | Comedie          | Warner Bros.   |
| The Docks of New York          | Josef von Sternberg         | George Bancroft, Betty Compson, Olga Baclanova  | Melodrama        | Paramount      |
| Domestic Meddlers              | James Flood                 | Claire Windsor, Lawrence Gray, Roy D'Arcy       | Comedie          | Tiffany        |
| Domestic Troubles              | Ray Enright                 | Clyde Cook, Louise Fazenda                      | Comedie          | Warner Bros.   |
| Don't Marry                    | James Tinling               | Lois Moran, Neil Hamilton                       | Comedie          | Fox            |
| Doomsday                       | Rowland V. Lee              | Florence Vidor, Gary Cooper                     | Dramatic         | Paramount      |
| The Drag Net                   | Josef von Sternberg         | George Bancroft, Evelyn Brent, William Powell   | Crimă            | Paramount      |
| Dream of Love                  | Fred Niblo                  | Joan Crawford, Nils Asther                      | Historical drama | MGM            |
| Dressed to Kill                | Irving Cummings             | Edmund Lowe, Mary Astor                         | Dramatic         | Fox            |
| Driftin' Sands                 | Wallace Fox                 | Bob Steele, Nina Quartero                       | Western          | FBO            |
| Driftwood                      | Christy Cabanne             | Don Alvarado, Marceline Day                     | Drama            | Columbia       |
| Drums of Love                  | D. W. Griffith              | Mary Philbin, Lionel Barrymore                  | Romantic         | United Artists |
| Dry Martini                    | Harry d'Abbadie d'Arrast    | Mary Astor, Sally Eilers                        | Comedie          | Fox            |
| Easy Come, Easy Go             | Frank Tuttle                | Richard Dix, Nancy Carroll                      | Comedie          | Paramount      |
| The Escape                     | Richard Rosson              | William Russell, Virginia Valli                 | Dramatic         | Fox            |
| Excess Baggage                 | James Cruze                 | William Haines, Josephine Dunn                  | Comedie          | MGM            |
| The Fall of the House of Usher | James Sibley Watson         | Herbert Stern                                   | Horror           |                |
| The Farmer's Daughter          | Arthur Rosson               | Marjorie Beebe, Frank Albertson                 | Comedie          | Fox            |
| Fashion Madness                | Louis J. Gasnier            | Claire Windsor, Reed Howes                      | Dramatic         | Columbia       |
| Fazil                          | Howard Hawks                | Charles Farrell, Greta Nissen                   | Dramatic         | Fox            |
| The Fearless Rider             | Edgar Lewis                 | Fred Humes, Barbara Worth                       | Western          | Universal      |
| Feel My Pulse                  | Gregory La Cava             | Bebe Daniels, Richard Arlen, William Powell     | Romantic Comedie | Paramount      |
| The Fifty-Fifty Girl           | Clarence Badger             | Bebe Daniels, James Hall                        | Comedie          | Paramount      |
| The Fightin' Redhead           | Louis King                  | Buzz Barton, Duane Thompson                     | Western          | FBO            |
| Finders Keepers                | Wesley Ruggles, Otis Thayer | Laura La Plante, John Harron                    | Comedie          | Universal      |
| The First Kiss                 | Rowland V. Lee              | Fay Wray, Gary Cooper                           | Romantic         | Paramount      |
| Five and Ten Cent Annie        | Roy Del Ruth                | Louise Fazenda, Clyde Cook                      | Comedie          | Warner Bros.   |
| The Five O'Clock Girl          | Robert Z. Leonard           | Charles King, Marion Davies, Joel McCrea        | Musical          |                |
| The Fleet's In                 | Malcolm St. Clair           | Clara Bow, James Hall, Jack Oakie               | Comedie          | Paramount      |
| Fleetwing                      | Lambert Hillyer             | Barry Norton, Dorothy Janis                     | Dramatic         | Fox            |
| Flying Romeos                  | Mervyn LeRoy                | Charles Murray, Fritzi Ridgeway                 | Comedie          | First National |
| Fools for Luck                 | Charles Reisner             | W. C. Fields, Chester Conklin, Sally Blane      | Comedie          | Paramount      |
| Forbidden Hours                | Harry Beaumont              | Ramon Novarro, Renée Adorée                     | Dramatic         | MGM            |
| The Foreign Legion             | Edward Sloman               | Norman Kerry, Lewis Stone, Mary Nolan           | Aventuri         | Universal      |
| Forgotten Faces                | Victor Schertzinger         | Clive Brook, Mary Brian                         | Dramatic         | Paramount      |
| The Four-Footed Ranger         | Stuart Paton                | Edmund Cobb, Marjorie Bonner                    | Western          | Universal      |
| Four Sons                      | John Ford                   | Margaret Mann, James Hall                       | Dramatic         | Fox            |
| Four Walls                     | William Nigh                | John Gilbert, Joan Crawford                     | Dramatic         | MGM            |
| The Fourflusher                | Wesley Ruggles              | George J. Lewis, Marian Nixon                   | Comedie          | Universal      |
| Freedom of the Press           | George Melford              | Lewis Stone, Marceline Day                      | Mister           |                |

## G–I
| Titlu                       | Regizor(i)                         | Actori                                           | Gen              | Note                                |
| --------------------------- | ---------------------------------- | ------------------------------------------------ | ---------------- | ----------------------------------- |
| Gang War                    | Bert Glennon                       | Jack Pickford, Olive Borden                      | Crimă            | FBO                                 |
| The Garden of Eden          | Lewis Milestone                    | Corinne Griffith, Louise Dresser                 | Dramatic         | United Artists                      |
| The Gate Crasher            | William James Craft                | Glenn Tryon, Patsy Ruth Miller                   | Comedie          | Universal                           |
| The Gateway of the Moon     | John Griffith Wraith               | Dolores del Río, Walter Pidgeon                  | Romantic Comedie | Fox                                 |
| Gentleman Prefer Blondes    | Malcolm St. Clair                  | Ruth Taylor, Alice White                         | Comedie          | Paramount                           |
| The Girl He Didn't Buy      | Dallas M. Fitzgerald               | Pauline Garon, Rosemary Cooper                   | Dramatic         | Peerless Pictures                   |
| A Girl in Every Port        | Howard Hawks                       | Victor McLaglen, Robert Armstrong, Louise Brooks | Romantic Comedie | Fox                                 |
| Glorious Betsy              | Alan Crosland, Gordon Hollingshead | Dolores Costello, Conrad Nagel                   | Dramatic         | Warner Bros.                        |
| The Godless Girl            | Cecil B. DeMille                   | Lina Basquette, Tom Keene                        | Dramatic         |                                     |
| Golf Widows                 | Erle C. Kenton                     | Vera Reynolds, Harrison Ford                     | Comedie          | Columbia                            |
| The Good-Bye Kiss           | Mack Sennett                       | Johnny Burke, Sally Eilers                       | Comedie          | First National                      |
| Good Morning, Judge         | William A. Seiter                  | Reginald Denny, Mary Nolan                       | Comedie          | Universal                           |
| The Grain of Dust           | George Archainbaud                 | Ricardo Cortez, Claire Windsor                   | Dramatic         | Tiffany                             |
| Greased Lightning           | Ray Taylor                         | Ted Wells, Betty Caldwell                        | Western          | Universal                           |
| Green Grass Widows          | Alfred Raboch                      | Gertrude Olmstead, Hedda Hopper                  | Comedie          | Tiffany                             |
| Guardians of the Wild       | Henry MacRae                       | Jack Perrin, Ethlyne Clair                       | Western          | Universal                           |
| Half a Bride                | Gregory La Cava                    | Esther Ralston, Gary Cooper                      | Romantic         | Paramount                           |
| Hangman's House             | John Ford                          | Victor McLaglen, June Collyer                    | Romantic, Drama  | Fox                                 |
| Happiness Ahead             | William A. Seiter                  | Colleen Moore, Edmund Lowe                       | Dramatic         | First National                      |
| Harold Teen                 | Mervyn LeRoy                       | Arthur Lake, Mary Brian                          | Comedie          | First National                      |
| The Hawk's Nest             | Benjamin Christensen               | Milton Sills, Doris Kenyon                       | Crimă            | First National                      |
| The Haunted House           | Benjamin Christensen               | Larry Kent, Thelma Todd                          | Comedie          | First National                      |
| The Head Man                | Edward F. Cline                    | Charlie Murray, Loretta Young                    | Comedie          | [ 21 ]                              |
| The Heart of Broadway       | Duke Worne                         | Pauline Garon, Robert Agnew                      | Dramatic         | Columbia                            |
| The Heart of a Follies Girl | John Francis Dillon                | Billie Dove, Larry Kent                          | Comedie          | First National                      |
| Heart to Heart              | William Beaudine                   | Mary Astor, Lloyd Hughes                         | Comedie          | First National                      |
| Heart Trouble               | Harry Langdon                      | Harry Langdon, Doris Dawson                      | Comedie          | First National                      |
| Hello Cheyenne              | Eugene Forde                       | Tom Mix, Caryl Lincoln                           | Western          | Fox                                 |
| Her Summer Hero             | James Dugan                        | Hugh Trevor, Harold Goodwin                      | Comedie          | FBO                                 |
| His Private Life            | Frank Tuttle                       | Adolphe Menjou, Kathryn Carver                   | Comedie          | Paramount                           |
| His Tiger Lady              | Hobart Henley                      | Adolphe Menjou, Evelyn Brent                     | Dramatic         | Paramount                           |
| Hit of the Show             | Ralph Ince                         | Joe E. Brown, Gertrude Olmstead                  | Comedie          | FBO                                 |
| The Home Towners            | Bryan Foy                          | Richard Bennett, Doris Kenyon                    | Comedie          |                                     |
| Homesick                    | Henry Lehrman                      | Sammy Cohen, Marjorie Beebe                      | Comedie          | Fox                                 |
| Honeymoon                   | Robert A. Golden                   | Polly Moran, Harry Gribbon                       | Comedie          | MGM                                 |
| Honeymoon Flats             | Millard Webb                       | George J. Lewis, Dorothy Gulliver                | Comedie          | Universal                           |
| Honor Bound                 | Alfred E. Green                    | George O'Brien, Estelle Taylor                   | Dramatic         | Fox                                 |
| A Horseman of the Plains    | Benjamin Stoloff                   | Tom Mix, Sally Blane                             | Western          | Fox                                 |
| Hot Heels                   | William James Craft                | Glenn Tryon, Patsy Ruth Miller                   | Comedie          | Universal                           |
| Hot News                    | Clarence Badger                    | Bebe Daniels, Neil Hamilton                      | Comedie          | Paramount                           |
| The Hound of Silver Creek   | Stuart Paton                       | Edmund Cobb, Gloria Grey                         | Western          | Universal                           |
| How to Handle Women         | William James Craft                | Glenn Tryon, Marian Nixon                        | Comedie          | Universal                           |
| In Old Arizona              | Irving Cummings, Raoul Walsh       | Warner Baxter, Edmund Lowe, Dorothy Burgess      | Western          |                                     |
| Interference                | Lothar Mendes                      | William Powell, Evelyn Brent, Clive Brook        | Dramatic         | Filmed in Sound and Silent versions |

## J–L
| Titlu                               | Regizor(i)                       | Actori                                            | Gen           | Note                 |
| ----------------------------------- | -------------------------------- | ------------------------------------------------- | ------------- | -------------------- |
| Jazz Mad                            | F. Harmon Weight                 | Jean Hersholt, Marian Nixon                       | Dramatic      | Universal            |
| Just Married                        | Frank R. Strayer                 | James Hall, Ruth Taylor                           | Comedie       | Paramount            |
| King Cowboy                         | Robert De Lacey                  | Tom Mix, Sally Blane                              | Western       | FBO                  |
| Kit Carson                          | Lloyd Ingraham, Alfred L. Werker | Fred Thomson, Nora Lane                           | Western       | Paramount            |
| Ladies' Night in a Turkish Bath     | Edward F. Cline                  | Dorothy Mackaill, Sylvia Ashton                   | Comedie       | First National       |
| Ladies of the Mob                   | William A. Wellman               | Clara Bow, Richard Arlen, Helen Lynch, Mary Alden | Crimă         | Paramount            |
| Lady Be Good                        | Richard Wallace                  | Dorothy Mackaill, Jack Mulhall                    | Comedie       | First National       |
| A Lady of Chance                    | Robert Z. Leonard                | Norma Shearer, Lowell Sherman                     | Romantic      | MGM                  |
| Lady Raffles                        | Roy William Neill                | Estelle Taylor, Roland Drew                       | Comedie Crimă | Columbia             |
| Land of the Silver Fox              | Ray Enright                      | Rin Tin Tin, Leila Hyams                          | Aventuri      | Warner Bros.         |
| The Last Command                    | Josef von Sternberg              | Emil Jannings, Evelyn Brent, William Powell       | Melodrama     | Paramount            |
| The Latest from Paris               | Sam Wood                         | Norma Shearer, Ralph Forbes                       | Dramatic      | MGM                  |
| Laugh, Clown, Laugh                 | Herbert Brenon                   | Lon Chaney, Loretta Young                         | Melodrama     | MGM                  |
| The Law of the Range                | William Nigh                     | Tim McCoy, Joan Crawford, Rex Lease               | Western       | MGM                  |
| The Law's Lash                      | Noel M. Smith                    | Robert Ellis, Mary Mayberry                       | Western       | Pathé Exchange       |
| The Legion of the Condemned         | William A. Wellman               | Fay Wray, Gary Cooper                             | War           | Paramount            |
| Let 'Er Go Gallegher                | Elmer Clifton                    | Frank Coghlan Jr., Harrison Ford                  | Comedie Crimă | Pathé Exchange       |
| Lights of New York                  | Bryan Foy                        | Helene Costello, Cullen Landis, Eugene Pallette   | Crimă, Drama  | Warner Bros.         |
| Lilac Time                          | George Fitzmaurice, Frank Lloyd  | Colleen Moore, Gary Cooper                        | War           | Warner Bros.         |
| Lingerie                            | George Melford                   | Alice White, Malcolm McGregor, Mildred Harris     | Dramatic      |                      |
| The Lion and the Mouse              | Lloyd Bacon                      | May McAvoy, Lionel Barrymore                      | Dramatic      | Warner Bros.         |
| The Little Buckaroo                 | Louis King                       | Buzz Barton, Milburn Morante                      | Western       | FBO                  |
| The Little Shepherd of Kingdom Come | Alfred Santell                   | Richard Barthelmess, Molly O'Day                  | Dramatic      | First National       |
| The Little Snob                     | John G. Adolfi                   | May McAvoy, Robert Frazer                         | Comedie       | Warner Bros.         |
| The Little Wild Girl                | Frank S. Mattison                | Lila Lee, Cullen Landis                           | Dramatic      | Trinity Pictures     |
| The Little Wildcat                  | Ray Enright                      | Audrey Ferris, James Murray                       | Comedie       | Warner Bros.         |
| The Little Yellow House             | James Leo Meehan                 | Orville Caldwell, Martha Sleeper                  | Romantic      | FBO                  |
| The Lookout Girl                    | Dallas M. Fitzgerald             | Jacqueline Logan, Ian Keith                       | Mister        | Quality Distributing |
| Love and Learn                      | Frank Tuttle                     | Esther Ralston, Lane Chandler                     | Comedie       | Paramount            |
| Love Me and the World Is Mine       | Ewald André Dupont               | Mary Philbin, Betty Compson                       | Romantic      | Universal            |
| Loves of an Actress                 | Rowland V. Lee                   | Pola Negri, Nils Asther                           | Romantic      | Paramount            |
| Love Hungry                         | Victor Heerman                   | Lois Moran, Marjorie Beebe                        | Comedie       | Fox                  |
| The Love Thief                      | John McDermott                   | Norman Kerry, Greta Nissen, Marc MacDermott       | Romantic      | Universal            |

## M–O
| Titlu                     | Regizor(i)                       | Actori                                         | Gen             | Note                      |
| ------------------------- | -------------------------------- | ---------------------------------------------- | --------------- | ------------------------- |
| Mad Hour                  | Joseph C. Boyle                  | Sally O'Neil, Alice White                      | Dramatic        | First National            |
| The Magnificent Flirt     | Harry d'Abbadie d'Arrast         | Florence Vidor, Loretta Young                  | Comedie         | Paramount                 |
| Manhattan Cocktail        | Dorothy Arzner                   | Nancy Carroll, Richard Arlen                   | Dramatic        | Paramount                 |
| Manhattan Cowboy          | J. P. McGowan                    | Bob Custer, Lafe McKee                         | Western         |                           |
| The Man from Headquarters | Duke Worne                       | Cornelius Keefe, Edith Roberts                 | Crimă           | Rayart                    |
| Man in the Rough          | Wallace Fox                      | Bob Steele, Marjorie King                      | Western         | FBO                       |
| The Man Who Laughs        | Paul Leni                        | Mary Philbin, Conrad Veidt                     | Melodrama       | Universal                 |
| Marriage by Contract      | James Flood                      | Patsy Ruth Miller, Lawrence Gray               | Dramatic        | Tiffany                   |
| Marry the Girl            | Phil Rosen                       | Barbara Bedford, Robert Ellis, DeWitt Jennings | Drama           | Sterling Pictures         |
| The Masks of the Devil    | Victor Sjöström                  | John Gilbert, Alma Rubens                      | Dramatic        | MGM                       |
| The Matinee Idol          | Frank Capra                      | Bessie Love, Johnnie Walker                    | Romantic        | Columbia                  |
| The Mating Call           | James Cruze                      | Thomas Meighan, Evelyn Brent                   | Dramatic        | Paramount                 |
| Me, Gangster              | Raoul Walsh                      | June Collyer, Don Terry, Anders Randolf        | Crimă           | Fox                       |
| Midnight Life             | Scott R. Dunlap                  | Francis X. Bushman, Gertrude Olmstead          | Crimă           | Lumas Film                |
| Midnight Madness          | F. Harmon Weight                 | Clive Brook, Jacqueline Logan                  | Dramatic        | Pathé Exchange            |
| Midnight Rose             | James Young                      | Lya De Putti, Kenneth Harlan                   | Crimă           | Universal                 |
| The Midnight Taxi         | John G. Adolfi                   | Antonio Moreno, Myrna Loy                      | Melodrama       | Warner Bros., part-Talkie |
| Modern Mothers            | Phil Rosen                       | Helene Chadwick, Douglas Fairbanks Jr.         | Dramatic        | Columbia                  |
| Moran of the Marines      | Frank R. Strayer                 | Richard Dix, Ruth Elder                        | Crimă           | Paramount                 |
| Mother Knows Best         | John G. Blystone, Charles Judels | Madge Bellamy, Louise Dresser, Barry Norton    | Dramatic        | Fox                       |
| Mother Machree            | John Ford                        | Belle Bennett, Neil Hamilton                   | Dramatic        | Fox Film                  |
| My Man                    | Archie Mayo                      | Fanny Brice, Edna Murphy                       | Comedie         | Warner Bros.              |
| The Mysterious Lady       | Fred Niblo                       | Greta Garbo, Conrad Nagel                      | Romantic, Drama | MGM                       |
| Name the Woman            | Erle C. Kenton                   | Anita Stewart, Huntley Gordon                  | Dramatic        | Columbia                  |
| Nameless Men              | Christy Cabanne                  | Claire Windsor, Antonio Moreno                 | Dramatic        | Tiffany                   |
| Naughty Baby              | Mervyn LeRoy                     | Alice White, Jack Mulhall                      | Comedie         | First National            |
| The Naughty Duchess       | Tom Terriss                      | Eve Southern, H. B. Warner                     | Mister          | Tiffany                   |
| News Parade               | David Butler                     | Nick Stuart, Sally Phipps                      | Comedie         | Fox                       |
| The Night Bird            | Fred C. Newmeyer                 | Reginald Denny, Corliss Palmer                 | Comedie         | Universal                 |
| A Night of Mister         | Lothar Mendes                    | Adolphe Menjou, Evelyn Brent                   | Dramatic        | Paramount                 |
| Night Watch               | Alexander Korda                  | Billie Dove, Paul Lukas                        | Drama           | First National            |
| No Other Woman            | Lou Tellegen                     | Dolores del Río, Don Alvarado                  | Romantic        | Fox                       |
| Noah's Ark                | Michael Curtiz                   | George O'Brien, Alois Reiser                   | Dramatic        | Warner Bros.              |
| None but the Brave        | Albert Ray                       | Charles Morton, Sally Phipps                   | Comedie         | Fox                       |
| The Noose                 | John Francis Dillon              | Richard Barthelmess, Montagu Love              |                 | First National            |
| Nothing to Wear           | Erle C. Kenton                   | Jacqueline Logan, Theodore von Eltz            | Comedie         | Columbia                  |
| Object: Alimony           | Scott R. Dunlap                  | Lois Wilson, Ethel Grey Terry                  | Dramatic        | Columbia                  |
| Oh, Kay!                  | Mervyn LeRoy                     | Colleen Moore, Lawrence Gray                   | Comedie         | First National            |
| The Old Code              | Ben F. Wilson                    | Walter McGrail, Lillian Rich                   | Historical      |                           |
| On Trial                  | Archie Mayo                      | Pauline Frederick, Bert Lytell                 | Dramatic        | Sound film                |
| Our Dancing Daughters     | Harry Beaumont                   | Joan Crawford, Nils Asther                     | Melodrama       | MGM                       |
| Outcast                   | William A. Seiter                | Corinne Griffith, Edmund Lowe                  | Dramatic        | First National            |
| Out of the Ruins          | John Francis Dillon              | Richard Barthelmess, Marian Nixon              | Dramatic        | First National            |

## P–R
| Titlu                      | Regizor(i)                       | Actori                                              | Gen                   | Note                              |
| -------------------------- | -------------------------------- | --------------------------------------------------- | --------------------- | --------------------------------- |
| Painted Post               | Eugene Forde                     | Tom Mix, Natalie Kingston                           | Western               | Fox Film                          |
| Partners in Crimă          | Frank R. Strayer                 | Wallace Beery, Raymond Hatton, Mary Brian           | Comedie               | Paramount                         |
| The Patriot                | Ernst Lubitsch                   | Emil Jannings, Florence Vidor                       | Historical            | Paramount                         |
| The Patsy                  | King Vidor                       | Marion Davies, Orville Caldwell                     | Comedie               | MGM                               |
| Pay as You Enter           | Lloyd Bacon                      | Louise Fazenda, Clyde Cook                          | Comedie               | Warner Bros.                      |
| The Perfect Crimă          | Bert Glennon                     | Clive Brook, Irene Rich                             | Crimă                 | FBO                               |
| A Perfect Gentleman        | Clyde Bruckman                   | Monty Banks, Ernest Wood, Henry Barrows, Ruth Dwyer | Comedie               | Pathé Exchange                    |
| The Phantom City           | Albert S. Rogell                 | Ken Maynard, Eugenia Gilbert                        | Western               | First National                    |
| The Phantom Flyer          | Bruce M. Mitchell                | Al Wilson, Buck Connors                             | Western               | Universal                         |
| Phyllis of the Follies     | Ernst Laemmle                    | Alice Day, Matt Moore                               | Comedie               | Universal                         |
| The Pinto Kid              | Louis King                       | Buzz Barton, Frank Rice                             | Western               | FBO                               |
| The Pioneer Scout          | Lloyd Ingraham, Alfred L. Werker | Fred Thomson, Nora Lane                             | Western               | Paramount                         |
| Plane Crazy                | Ub Iwerks și Walt Disney         |                                                     | Animație, Scurtmetraj | Prima apariție a lui Mickey Mouse |
| Plastered in Paris         | Benjamin Stoloff                 | Sammy Cohen, Jack Pennick                           | Comedie               | Fox Film                          |
| The Play Girl              | Arthur Rosson                    | Madge Bellamy, Johnny Mack Brown                    | Comedie               | Fox Film                          |
| Powder My Back             | Roy Del Ruth                     | Irene Rich, Audrey Ferris                           | Comedie               | Warner Bros.                      |
| Power                      | Howard Higgin                    | William Boyd, Jacqueline Logan                      | Comedie               | Pathé Exchange                    |
| The Power of the Press     | Frank Capra                      | Douglas Fairbanks Jr., Jobyna Ralston               | Dramatic              | Columbia                          |
| Prep and Pep               | David Butler                     | David Rollins, Nancy Drexel                         | Comedie               | Fox Film                          |
| The Price of Fear          | Leigh Jason                      | Bill Cody, Duane Thompson                           | Western               | Universal                         |
| Prowlers of the Sea        | John G. Adolfi                   | Carmel Myers, Ricardo Cortez                        | Aventuri              | Tiffany                           |
| Put 'Em Up                 | Edgar Lewis                      | Gloria Grey, Tom London                             | Western               | Universal                         |
| Quick Triggers             | Ray Taylor                       | Fred Humes, Derelys Perdue                          | Western               | Universal                         |
| A Race for Life            | D. Ross Lederman                 | Rin Tin Tin, Virginia Brown Faire                   | Dramatic              | Warner Bros.                      |
| The Racket                 | Lewis Milestone                  | Thomas Meighan, Marie Prevost                       | Crimă                 | Paramount                         |
| Ramona                     | Edwin Carewe                     | Dolores del Río, Warner Baxter                      | Melodrama             | United Artists                    |
| Ransom                     | George B. Seitz                  | Lois Wilson, Edmund Burns                           | Dramatic              | Columbia                          |
| The Rawhide Kid            | Del Andrews                      | Hoot Gibson, Georgia Hale                           | Acțiune               | Universal                         |
| The Red Dance              | Raoul Walsh                      | Dolores del Río, Charles Farrell                    | Dramatic              | Fox Film                          |
| Red Hair                   | Clarence G. Badger               | Clara Bow, Lane Chandler                            | Comedie               | Paramount                         |
| Red Hot Speed              | Joseph Henabery                  | Reginald Denny, Alice Day                           | Comedie               | Universal                         |
| Red Lips                   | Melville W. Brown                | Marian Nixon, Charles "Buddy" Rogers                | Dramatic              | Universal                         |
| Red Riders of Canada       | Robert De Lacey                  | Patsy Ruth Miller, Charles Byer                     | Aventuri              | FBO                               |
| Red Wine                   | Raymond Cannon                   | June Collyer, Conrad Nagel                          | Comedie               | Fox Film                          |
| Restless Youth             | Christy Cabanne                  | Marceline Day, Ralph Forbes                         | Drama                 | Columbia                          |
| Revenge                    | Edwin Carewe, Joseph Schenck     | Dolores del Río, James A. Marcus                    | Dramatic              | United Artists                    |
| Riders of the Dark         | Nick Grinde                      | Tim McCoy, Dorothy Dwan                             | Western               | MGM                               |
| The Riding Renegade        | Wallace Fox                      | Bob Steele, Nancy Drexel                            | Western               | FBO                               |
| Riley the Cop              | John Ford                        | J. Farrell MacDonald, Nancy Drexel                  | Comedie               | Fox Film                          |
| Rinty of the Desert        | D. Ross Lederman                 | Rin Tin Tin, Audrey Ferris                          | Dramatic              | Warner Bros.                      |
| The River Pirate           | William K. Howard                | Victor McLaglen, Lois Moran                         | Dramatic              | Fox Film                          |
| Road House                 | Richard Rosson                   | Maria Alba, Lionel Barrymore                        | Dramatic              | Fox Film                          |
| The Road to Ruin           | Norton S. Parker                 | Helen Foster, Grant Withers                         | Exploitation          |                                   |
| Romantic of the Underworld | Irving Cummings                  | Mary Astor, John Boles                              | Dramatic              | Fox Film                          |
| Rose-Marie                 | Lucien Hubbard                   | Joan Crawford, James Murray                         | Dramatic              | MGM                               |
| Rough Ridin' Red           | Louis King                       | Buzz Barton, Frank Rice                             | Western               | FBO                               |
| Runaway Girls              | Mark Sandrich                    | Shirley Mason, Hedda Hopper                         | Dramatic              | Columbia                          |
| The Rush Hour              | E. Mason Hopper                  | Marie Prevost, Seena Owen                           | Comedie               | Pathé Exchange                    |

## S–U
| Titlu                       | Regizor(i)                                    | Actori                                        | Gen            | Note               |
| --------------------------- | --------------------------------------------- | --------------------------------------------- | -------------- | ------------------ |
| Sadie Thompson              | Raoul Walsh                                   | Gloria Swanson, Lionel Barrymore              | Drama          | United Artists     |
| Sailors' Wives              | Joseph Henabery                               | Mary Astor, Lloyd Hughes                      | Romantic       | First National     |
| Sally of the Scandals       | Lynn Shores                                   | Bessie Love, Irene Lambert                    | Dramatic       | FBO                |
| Sally's Shoulders           | Lynn Shores                                   | Lois Wilson, Huntley Gordon                   | Dramatic       | FBO                |
| The Sawdust Paradise        | Luther Reed                                   | Esther Ralston, Reed Howes                    | Dramatic       | Paramount          |
| Say It with Sables          | Frank Capra                                   | Francis X. Bushman, Helene Chadwick           | Drama          | Columbia           |
| The Scarlet Dove            | Arthur Gregor                                 | Lowell Sherman, Josephine Borio               | Romantic       | Tiffany            |
| The Scarlet Lady            | Alan Crosland                                 | Lya de Putti, Don Alvarado                    | Dramatic       | Columbia           |
| The Secret Hour             | Rowland V. Lee                                | Pola Negri, Jean Hersholt                     | Romantic       | Paramount          |
| Shadows of the Night        | D. Ross Lederman                              | Lawrence Gray, Louise Lorraine                | Dramatic       | MGM                |
| The Shady Lady              | Edward H. Griffith                            | Phyllis Haver, Louis Wolheim                  | Comedie        | Pathé Exchange     |
| Sharp Shooters              | John G. Blystone                              | George O'Brien, Lois Moran                    | Comedie        | Fox                |
| The Shield of Honor         | Emory Johnson                                 | Neil Hamilton, Dorothy Gulliver               | Crimă          | Universal          |
| Ships of the Night          | Duke Worne                                    | Jacqueline Logan, Sôjin Kamiyama, Jack Mower  | Aventuri       | Rayart             |
| The Shopworn Angel          | Richard Wallace                               | Nancy Carroll, Gary Cooper                    | Romantic       | Paramount          |
| Show Folks                  | Paul L. Stein                                 | Lina Basquette, Carole Lombard                | Dramatic       | Pathé Exchange     |
| Show Girl                   | Alfred Santell                                | Alice White, Donald Reed                      | Comedie        | First National     |
| Show People                 | King Vidor                                    | Marion Davies, William Haines                 | Comedie        | MGM                |
| The Showdown                | Victor Schertzinger                           | George Bancroft, Evelyn Brent                 | Dramatic       | Paramount          |
| The Sideshow                | Erle C. Kenton                                | Marie Prevost, Ralph Graves                   | Dramatic       | Columbia           |
| The Singing Fool            | Lloyd Bacon                                   | Al Jolson, Betty Bronson                      | Melodrama      | Warner Bros.       |
| Sinners in Love             | George Melford                                | Olive Borden, Huntley Gordon                  | Dramatic       | FBO                |
| Sinner's Parade             | John G. Adolfi                                | Victor Varconi, Dorothy Revier                | Crimă          | Columbia           |
| Sins of the Fathers         | Ludwig Berger                                 | Emil Jannings, Ruth Chatterton                | Dramatic       | Paramount          |
| Sisters of Eve              | Scott Pembroke                                | Anita Stewart, Betty Blythe                   | Mister         | Rayart             |
| Skinner's Big Idea          | Lynn Shores                                   | Bryant Washburn, William Orlamond             | Comedie        | FBO                |
| Skyscraper                  | Howard Higgin                                 | William Boyd, Alan Hale                       | Dramatic       |                    |
| The Sky Rider               | Alan James                                    | Gareth Hughes, Josephine Hill                 | Dramatic       | Chesterfield       |
| The Smart Set               | Jack Conway                                   | William Haines, Jack Holt                     | Comedie        | MGM                |
| So This Is Love?            | Frank Capra                                   | Shirley Mason, William Collier Jr.            | Comedie        | Columbia           |
| Soft Living                 | James Tinling                                 | Madge Bellamy, Johnny Mack Brown              | Comedie        | Fox                |
| Someone to Love             | F. Richard Jones                              | Charles "Buddy" Rogers, Mary Brian            | Comedie        | Paramount          |
| Something Always Happens    | Frank Tuttle                                  | Esther Ralston, Neil Hamilton                 | Comedie        | Paramount          |
| Son of the Golden West      | Eugene Forde                                  | Tom Mix, Sharon Lynn                          | Western        | FBO                |
| Speedy                      | Ted Wilde                                     | Harold Lloyd, Ann Christy                     | Comedie        | Paramount          |
| The Speed Classic           | Bruce M. Mitchell                             | Rex Lease, Mildred Harris                     | Acțiune        | Excellent Pictures |
| The Sporting Age            | Erle C. Kenton                                | Belle Bennett, Holmes Herbert                 | Dramatic       | Columbia           |
| Sporting Goods              | Malcolm St. Clair                             | Richard Dix, Ford Sterling                    | Comedie        | Paramount          |
| Square Crooks               | Lewis Seiler                                  | Robert Armstrong, Johnny Mack Brown           | Comedie        | Fox                |
| Stand and Deliver           | Donald Crisp                                  | Rod La Rocque, Lupe Velez                     | Dramatic       | Pathé Exchange     |
| State Street Sadie          | Archie Mayo                                   | Conrad Nagel, Myrna Loy                       | Crimă          | Warner Bros.       |
| Steamboat Bill, Jr.         | Charles Riesner                               | Buster Keaton, Marion Byron                   | Comedie        | United Artists     |
| Steamboat Willie            | Ub Iwerks                                     |                                               | Animație Short |                    |
| Stocks and Blondes          | Dudley Murphy                                 | Gertrude Astor, Jacqueline Logan              | Comedie        | FBO                |
| Stolen Love                 | Lynn Shores                                   | Marceline Day, Rex Lease                      | Drama          | FBO                |
| Stool Pigeon                | Renaud Hoffman                                | Olive Borden, Charles Delaney                 | Crimă          | Columbia           |
| Stop That Man!              | Nat Ross                                      | Arthur Lake, Barbara Kent                     | Comedie        | Universal          |
| Street Angel                | Frank Borzage                                 | Janet Gaynor, Charles Farrell                 | Melodrama      | Fox                |
| The Street of Illusion      | Erle C. Kenton                                | Virginia Valli, Ian Keith                     | Dramatic       | Columbia           |
| The Street of Sin           | Mauritz Stiller, Ludwig Berger, Lothar Mendes | Olga Baclanova, Emil Jannings, Fay Wray       | Dramatic       | Paramount          |
| Submarine                   | Frank Capra                                   | Jack Holt, Dorothy Revier                     | Dramatic       | Columbia           |
| The Sunset Legion           | Lloyd Ingraham, Alfred L. Werker              | Fred Thomson, Edna Murphy                     | Western        | Paramount          |
| Take Me Home                | Marshall Neilan                               | Bebe Daniels, Neil Hamilton                   | Comedie        | Paramount          |
| Taking a Chance             | Norman Z. McLeod                              | Rex Bell, Lola Todd                           | Western        | Fox                |
| Taxi 13                     | Marshall Neilan                               | Chester Conklin, Ethel Wales                  | Comedie        | FBO                |
| Telling the World           | Sam Wood                                      | William Haines, Anita Page                    | Comedie        | MGM                |
| Tempest                     | Sam Taylor                                    | John Barrymore, Camilla Horn                  | Dramatic       | United Artists     |
| Tenderloin                  | Michael Curtiz                                | Dolores Costello, Conrad Nagel                | Crimă          | Warner Bros.       |
| The Terror                  | Roy Del Ruth                                  | May McAvoy, Edward Everett Horton             | Mister         | Warner Bros.       |
| The Texas Tornado           | Frank Howard Clark                            | Tom Tyler, Frankie Darro                      | Western        | FBO                |
| Thanks for the Buggy Ride   | William A. Seiter                             | Laura La Plante, Glenn Tryon                  | Comedie        | [ 55 ]             |
| That Certain Thing          | Frank Capra                                   | Viola Dana, Ralph Graves                      | Comedie        | Columbia           |
| That's My Daddy             | Fred C. Newmeyer                              | Reginald Denny, Barbara Kent, Lillian Rich    | Comedie        | Universal          |
| Thief in the Dark           | Albert Ray                                    | George Meeker, Doris Hill                     | Mister         | Fox                |
| Their Hour                  | Alfred Raboch                                 | John Harron, Dorothy Sebastian                | Comedie        | Tiffany            |
| Three-Ring Marriage         | Marshall Neilan                               | Mary Astor, Lloyd Hughes                      | Dramatic       | First National     |
| Three Sinners               | Rowland V. Lee                                | Pola Negri, Warner Baxter, Olga Baclanova     | Dramatic       | Paramount          |
| Three Weekends              | Clarence Badger                               | Clara Bow, Neil Hamilton                      | Comedie drama  | Paramount          |
| Through the Breakers        | Joseph Boyle                                  | Margaret Livingston, Holmes Herbert           | Dramatic       | Lumas Film         |
| Thunder Riders              | William Wyler                                 | Ted Wells, Charlotte Stevens                  | Western        | [ 56 ]             |
| Tillie's Punctured Romantic | A. Edward Sutherland                          | W. C. Fields, Louise Fazenda, Chester Conklin | Comedie        | Paramount          |
| Tracked                     | Jerome Storm                                  | Sam Nelson, Caryl Lincoln                     | Western        | FBO                |
| The Trail of '98            | Clarence Brown                                | Dolores del Río, Ralph Forbes                 | Melodrama      | MGM                |
| Terror Mountain             | Louis King                                    | Tom Tyler, Frankie Darro                      | Dramatic       | FBO                |
| Tropic Madness              | Robert G. Vignola                             | Leatrice Joy, Lena Malena                     | Dramatic       | FBO                |
| Tropical Nights             | Elmer Clifton                                 | Patsy Ruth Miller, Malcolm McGregor           | Dramatic       | Tiffany            |
| Two Lovers                  | Fred Niblo                                    | Vilma Bánky, Ronald Colman                    | Dramatic       | United Artists     |
| Two Outlaws                 | Henry MacRae                                  | Jack Perrin, Kathleen Collins                 | Western        | Universal          |
| Tyrant of Red Gulch         | Robert De Lacey                               | Tom Tyler, Frankie Darro                      | Western        | FBO                |
| Under the Black Eagle       | W. S. Van Dyke                                | Ralph Forbes, Marceline Day                   | Drama          | MGM                |
| Under the Tonto Rim         | Herman C. Raymaker                            | Richard Arlen, Mary Brian                     | Western        | Paramount          |
| Undressed                   | Phil Rosen                                    | David Torrence, Hedda Hopper                  | Dramatic       | Sterling           |

## V–Z
| Titlu                           | Regizor(i)             | Actori                                          | Gen              | Note               |
| ------------------------------- | ---------------------- | ----------------------------------------------- | ---------------- | ------------------ |
| The Valley of Hunted Men        | Richard Thorpe         | Jay Wilsey, Oscar Apfel                         | Acțiune          | Pathé Exchange     |
| Vamping Venus                   | Edward F. Cline        | Charles Murray, Louise Fazenda, Thelma Todd     | Comedie          | First National     |
| The Vanishing Pioneer           | John Waters            | Jack Holt, Sally Blane, William Powell          | Western          | Paramount          |
| Varsity                         | Frank Tuttle           | Charles "Buddy" Rogers, Mary Brian              | Comedie          | Paramount          |
| The Viking                      | Roy William Neill      | Pauline Starke, Donald Crisp                    | Historical       | MGM                |
| Virgin Lips                     | Elmer Clifton          | Olive Borden, John Boles                        | Dramatic         | Columbia           |
| The Wagon Show                  | Harry Joe Brown        | Ken Maynard, Ena Gregory                        | Western          | First National     |
| Walking Back                    | Rupert Julian          | Sue Carol, Ivan Lebedeff                        | Dramatic         | Pathé Exchange     |
| Wallflowers                     | James Leo Meehan       | Hugh Trevor, Mabel Julienne Scott               | Dramatic         | FBO                |
| Waterfront                      | William A. Seiter      | Dorothy Mackaill, Jack Mulhall                  | Comedie drama    | First National     |
| The Water Hole                  | F. Richard Jones       | Jack Holt, Nancy Carroll                        | Western          | Paramount          |
| The Way of the Strong           | Frank Capra            | Mitchell Lewis, Alice Day                       | Crimă            | Columbia           |
| We Americans                    | Edward Sloman          | George Sidney, Patsy Ruth Miller                | Dramatic         | Universal          |
| We Faw Down                     | Leo McCarey            | Stan Laurel, Oliver Hardy                       | Comedie          | MGM                |
| The Wedding March               | Erich von Stroheim     | Erich von Stroheim, Fay Wray                    | Melodrama        | Paramount          |
| West of Zanzibar                | Tod Browning           | Lon Chaney, Lionel Barrymore                    | Melodrama        | MGM                |
| West of Santa Fe                | J.P. McGowan           | Bob Custer, Peggy Montgomery                    | Western          | Syndicate Pictures |
| West Point                      | Allan Dwan             | William Haines, Joan Crawford                   | Romantic         | MGM                |
| What a Night!                   | A. Edward Sutherland   | Bebe Daniels, Neil Hamilton, William Austin     | Romantic Comedie | Paramount          |
| What Price Beauty?              | Tom Buckingham         | Nita Naldi, Natacha Rambova                     | Dramatic         | Pathé Exchange     |
| Wheel of Chance                 | Alfred Santell         | Richard Barthelmess, Bodil Rosing               | Dramatic         | First National     |
| When the Law Rides              | Robert De Lacey        | Tom Tyler, Frankie Darro                        | Western          | FBO                |
| While the City Sleeps           | Jack Conway            | Lon Chaney, Anita Page                          | Crimă drama      | MGM                |
| The Whip                        | Charles Brabin         | Dorothy Mackaill, Ralph Forbes, Anna Q. Nilsson | Dramatic         | First National     |
| The Whip Woman                  | Joseph C. Boyle        | Estelle Taylor, Hedda Hopper                    | Dramatic         | First National     |
| White Shadows in the South Seas | W. S. Van Dyke         | Monte Blue, Raquel Torres                       | Drama, Aventuri  | MGM                |
| Why Sailors Go Wrong            | Henry Lehrman          | Sally Phipps, Nick Stuart                       | Comedie          | Fox                |
| Wickedness Preferred            | Hobart Henley          | Lew Cody, Aileen Pringle, George K. Arthur      | Comedie          | MGM                |
| The Wife's Relations            | Maurice Marshall       | Shirley Mason, Ben Turpin                       | Comedie          | Columbia           |
| Wife Savers                     | Ralph Ceder            | Wallace Beery, ZaSu Pitts, Sally Blane          | Comedie          | Paramount          |
| Win That Girl                   | David Butler           | David Rollins, Sue Carol                        | Comedie          | Fox                |
| Wild West Romantic              | R.L. Hough             | Rex Bell, Caryl Lincoln                         | Western          | Fox                |
| The Wild West Show              | Del Andrews            | Hoot Gibson, Dorothy Gulliver                   | Acțiune          | Universal          |
| The Wind                        | Victor Sjöström        | Lillian Gish, Lars Hanson                       | Drama            | MGM                |
| Wizard of the Saddle            | Frank Howard Clark     | Buzz Barton, Milburn Morante                    | Western          | FBO                |
| A Woman of Affairs              | Clarence Brown         | Greta Garbo, John Gilbert                       | Melodrama        | MGM                |
| A Woman Against the World       | George Archainbaud     | Harrison Ford, Georgia Hale                     | Dramatic         | Tiffany            |
| The Woman Disputed              | Henry King, Sam Taylor | Norma Talmadge, Gilbert Roland                  | Dramatic         | United Artists     |
| A Woman's Way                   | Edmund Mortimer        | Margaret Livingston, Warner Baxter              | Romantic         | Columbia           |
| Woman Wise                      | Albert Ray             | June Collyer, Walter Pidgeon                    | Comedie drama    | Fox                |
| Women They Talk About           | Lloyd Bacon            | Irene Rich, Audrey Ferris                       | Comedie          | Warner Bros.       |
| Won in the Clouds               | Bruce M. Mitchell      | Al Wilson, Helen Foster                         | Aventuri         | Universal          |
| The Wreck of the Singapore      | Ralph Ince             | Estelle Taylor, Jim Mason                       | Dramatic         | FBO                |
| The Wright Idea                 | Charles Hines          | Johnny Hines, Louise Lorraine                   | Comedie          | First National     |
| Wyoming                         | W. S. Van Dyke         | Tim McCoy, Dorothy Sebastian                    | Western          | MGM                |
| Yellow Lily                     | Alexander Korda        | Billie Dove, Clive Brook                        | Drama            | First National     |
| Young Whirlwind                 | Louis King             | Buzz Barton, Edmund Cobb                        | Western          | FBO                |